# التصلب (الحوسبة)
في أمن الحاسوب، يُشير مصطلح التقوية عادةً إلى عمليّة تأمين النظام عبر تقليص سطح الهجوم، والذي يتّسع كلما زادت الوظائف التي يؤديها النظام؛ إذ إنّ النظام أحادي الوظيفة أكثر أمانًا من النظام متعدد الأغراض من حيث المبدأ. ويشمل تقليص طرق الهجوم المتاحة عادةً: تغيير كلمات المرور الافتراضية، إزالة البرمجيات غير الضرورية، حذف أسماء المستخدمين أو تسجيلات الدخول غير اللازمة، وتعطيل أو إزالة الخدمات الخلفية غير الضرورية.
وقد تتضمّن إجراءات التقوية إعداد نظام منع التسلل، وتعطيل الحسابات، وتقييد أذونات نظام الملفات، واستخدام اتصالات شبكيّة مشفّرة.

## التقوية الثنائية
التقوية الثنائية هي تقنية أمنيّة تُطبق على الملفات الثنائية بهدف تحليلها وتعديلها لحمايتها من الاستغلالات الشائعة. وتقنية التقوية الثنائية لا تعتمد على المترجم، بل تشمل سلسلة الأدوات بالكامل. على سبيل المثال، تُستخدم إحدى تقنيات التقوية الثنائية للكشف عن إمكانيّة حدوث تجاوز في الذاكرة المؤقتة واستبدال الكود الحالي بكود أكثر أمانًا. وتكمن ميزة التعامل مع الملفات الثنائية في إمكانية إصلاح الثغرات في الكود القديم تلقائيًا دون الحاجة إلى شيفرة المصدر، التي قد تكون غير متوفّرة أو مشفّرة. كما يمكن تطبيق تلك التقنيات نفسها على ملفات ثنائية ناتجة من مترجمات متعددة، بعضها قد يكون أقل أمانًا من غيره.
كما غالبًا ما تشمل التقوية الثنائية تعديلًا غير حتمي لتدفق التحكم وعناوين التعليمات لمنع المهاجمين من إعادة استخدام كود البرنامج لإنشاء استغلالات. ومن أبرز تقنيات التقوية الثنائية:
- الحماية من تجاوز السعة في الذاكرة المؤقتة الذي يحدث عندما يكتب البرنامج بيانات في “مخزن” مؤقت يتجاوز حجمه المخصص، مما يؤدي إلى فقدان البيانات أو تلفها في المناطق المجاورة بالذاكرة[3]، وقد يسمح باختطاف تنفيذ البرنامج أو تسرب بيانات حساسة.
- الحماية من الكتابة على المكدّس وهي تقنية أمنية تعتمد على إدراج قيمة تُعرف بـ الكناري (وهي عدد عشوائي يُوضع بين منطقة التخزين المؤقت وموضع عنوان العودة) داخل إطار المكدّس، بحيث يُرصد أي تجاوز يُفسد هذه القيمة، فيُنهى تنفيذ البرنامج فورًا، فيُحبط استغلال الذاكرة لأغراض خبيثة.[4]
- تنفيذ الملفات على نحوٍ مستقل عن الموقع في الذاكرة، وتوزيعٌ عشوائيٌّ لترتيب العناوين، هما أسلوبان يُستخدمان لحماية البرامج من الهجمات، وذلك بجعل مواضع التعليمات والبيانات تتغيّر في كل مرة يُشغّل فيها البرنامج، فيصبح من العسير على المهاجم معرفة مكان الهدف داخل الذاكرة. أما التنفيذ المستقل عن الموقع، فيعني إعداد الملف البرمجي ليُقبل النقل داخل الذاكرة، وأما التوزيع العشوائي للعناوين، فهو أسلوب يُبدّل مواضع الكُتل كالمكدّس والمكتبات، فيُربك المخترق ويُعطّل محاولاته في الاستغلال.[5][6]
- خلط ثنائي: هي تقنية تُعيد ترتيب مواضع الكتل البرمجية الأساسية داخل الملف التنفيذي، بحيث لا تبقى في ترتيبها المعتاد، مما يصعّب على المهاجمين توقّع مواقع الأوامر الحيوية.[7] إخفاء المؤشرات: هي وسيلة دفاعية تقوم بتمويه أو تعديل عناوين المؤشرات الحساسة داخل الذاكرة، حتى لا يمكن للمهاجمين استغلالها في حقن التعليمات الخبيثة أو التحكم في سير التنفيذ.[8] عشوائية تدفق التحكم: تعني تغيير المسارات التي تسلكها التعليمات البرمجية عند التنفيذ، وفق نمط غير متوقع، مما يُربك المخترق ويمنعه من التنبؤ بالتسلسل المنطقي للتنفيذ.[9]

## روابط خارجية
- "Hardening Your Computing Assets" (PDF). مؤرشف من الأصل (PDF) في 2025-03-05. at globalsecurity.org
- "CIS Benchmark List". مؤرشف من الأصل في 2025-07-10. at globalsecurity.org